# Provincia del Norte (Boyacá)
La Provincia de Norte es una de las 15 provincias del departamento de Boyacá (Colombia). Está conformada por 9 municipios.

## Geografía
La región se caracteriza por tener un paisaje quebrado, predominando el sistema montañoso del cañón del río Chicamocha en la cordillera oriental colombiana.
El clima varía de los 15 a los 25 grados en promedio. La gran variedad de climas la hacen poseedora de los más variados paisajes encontrando desde climas cálidos hasta la megestuosidad de los nevados.

## Límites provinciales
- Norte con el Departamento de Santander
- Oeste con las Provincias de Tundama y Valderrama
- Este con las Provincias de Gutiérrez y con Valderrama
- Sur con la Provincia de Valderrama

## Municipios
| Insignia | Nombre      | Área (km²) | Habitantes | Altitud (m s. n. m.) | Año de fundación | Código postal |
| -------- | ----------- | ---------- | ---------- | -------------------- | ---------------- | ------------- |
|          | Boavita     | 159 km     | 5.368      | 2161                 | 1613             | 151060        |
|          | Covarachía  | 103 km²    | 2.904      | 2320                 | 1823             | 151040        |
|          | La Uvita    | 176 km²    | 3.184      | 2367                 | -                | 150860        |
|          | San Mateo   | 131 km²    | 3.526      | 2221                 | -                | 151201        |
|          | Sativanorte | 184 km     | 2.293      | 2600                 | 1934             | 150820        |
|          | Sativasur   | 81 km²     | 1.150      | 2600                 | 1976             | 150801        |
|          | Soatá       | 136 km²    | 9.423      | 1975                 | 1545             | 151001        |
|          | Susacón     | 193 km²    | 2.830      | 2480                 | -                | 150880        |
|          | Tipacoque   | 72 km²     | 3.495      | 1850                 | 1968             | 151020        |
|          | Total       | 1.235 km²  | 34.173     | -                    | -                | -             |